# Gerrit van Laer
Pour les articles homonymes, voir van Laer.
Gerrit Willem Adriaan van Laer, né le 6 mars 1884 à Amsterdam aux Pays-Bas et mort le 2 décembre 1945 dans la même ville, est un entrepreneur et dirigeant sportif néerlandais. Il est président de l'International Skating Union (Union internationale de patinage) de 1937 à 1945.

## Biographie
Gerrit Van Laer est actif en tant que patineur de vitesse. En 1907, il devient secrétaire de l'Amsterdamsche IJsclub. De 1915 à 1937, il est administrateur de l'Association royale néerlandaise des patineurs sur glace (Koninklijke Nederlandsche Schaatsenrijders Bond) et il en est le président de 1933 à 1937. Il est notamment, pendant cette période, chef de mission de l'équipe néerlandaise aux Jeux olympiques d'hiver de 1928 et 1936.
A côté de ses activités de dirigeant sportif, il est aussi marchand de tabac. Il est associé au cabinet Willeumier, Van Tijen & Van Laer, est actif au sein de l'Association de la Bourse d'Amsterdam et est impliqué dans la réglementation de l'enregistrement des valeurs mobilières à la bourse d'Amsterdam. Il a également été directeur de surveillance dans diverses entreprises.

### Présidence de l'ISU
Gerrit van Laer est élu président de l'Union internationale de patinage en 1937 pour succéder au suédois Ulrich Salchow. Il le reste jusqu'à sa mort en 1945.
Sous sa présidence, toutes les compétitions internationales entre 1940 et 1946 sont annulées en raison du Second conflit mondial : les Jeux olympiques d'hiver (de 1940 et 1944), les championnats du monde et d'Europe de patinage artistique, ainsi que les championnats du monde  et d'Europe de patinage de vitesse.
Pendant la guerre, il est interné parce qu'il refuse d'autoriser les patineurs néerlandais à patiner en Allemagne.
Il meurt le 2 décembre 1945 à Amsterdam. C'est le britannique Herbert Clarke qui lui succède l'année suivante à la présidence de l'Union internationale de patinage.

### Famille
Son fils Herman van Laer (1920-2005) a aussi été président de la fédération néerlandaise de patinage de 1975 à 1980.